# Academia Médico-Militar S. M. Kírov

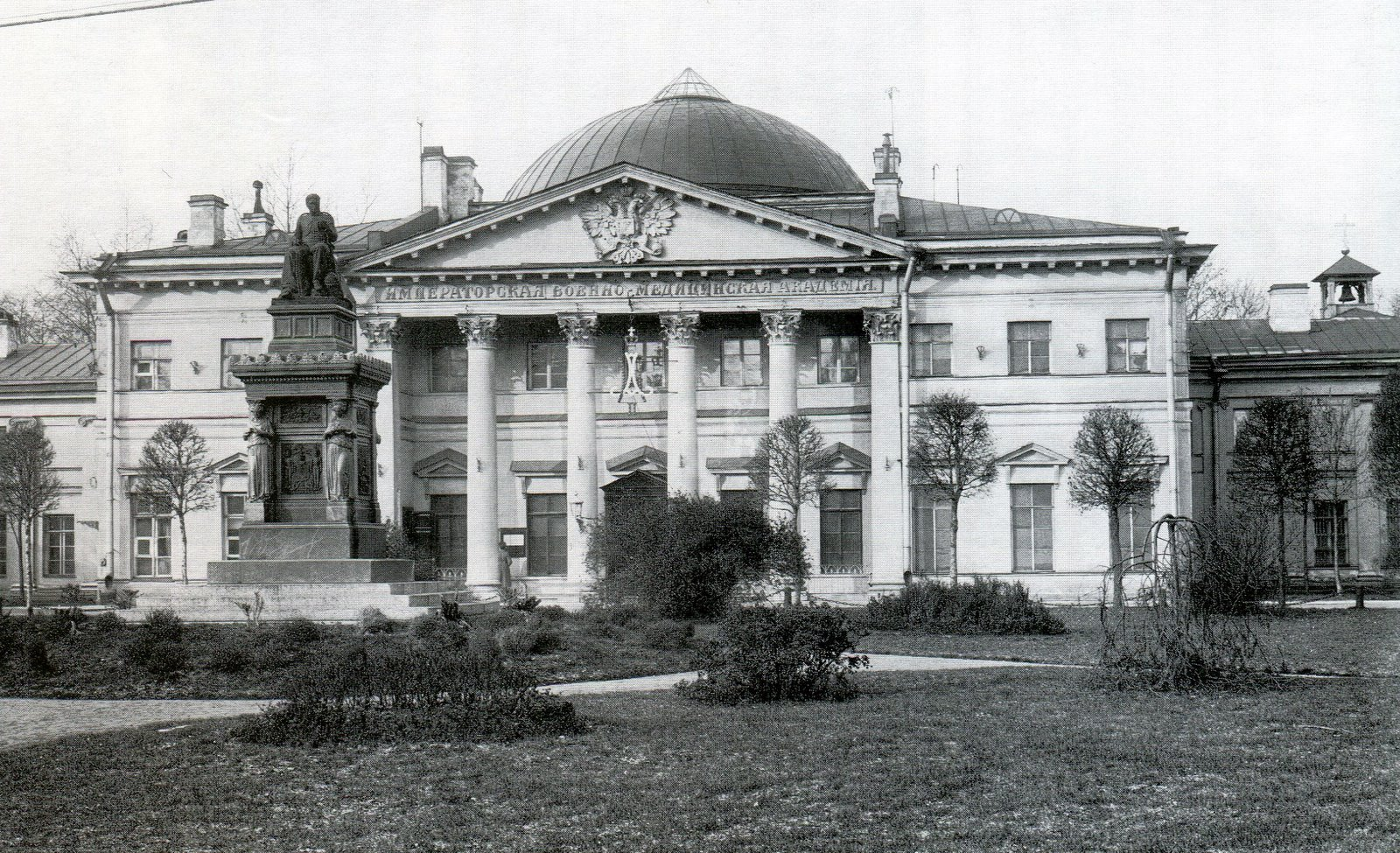
Sede principal de la Academia Militar de Medicina S.M. Kírov (1914).

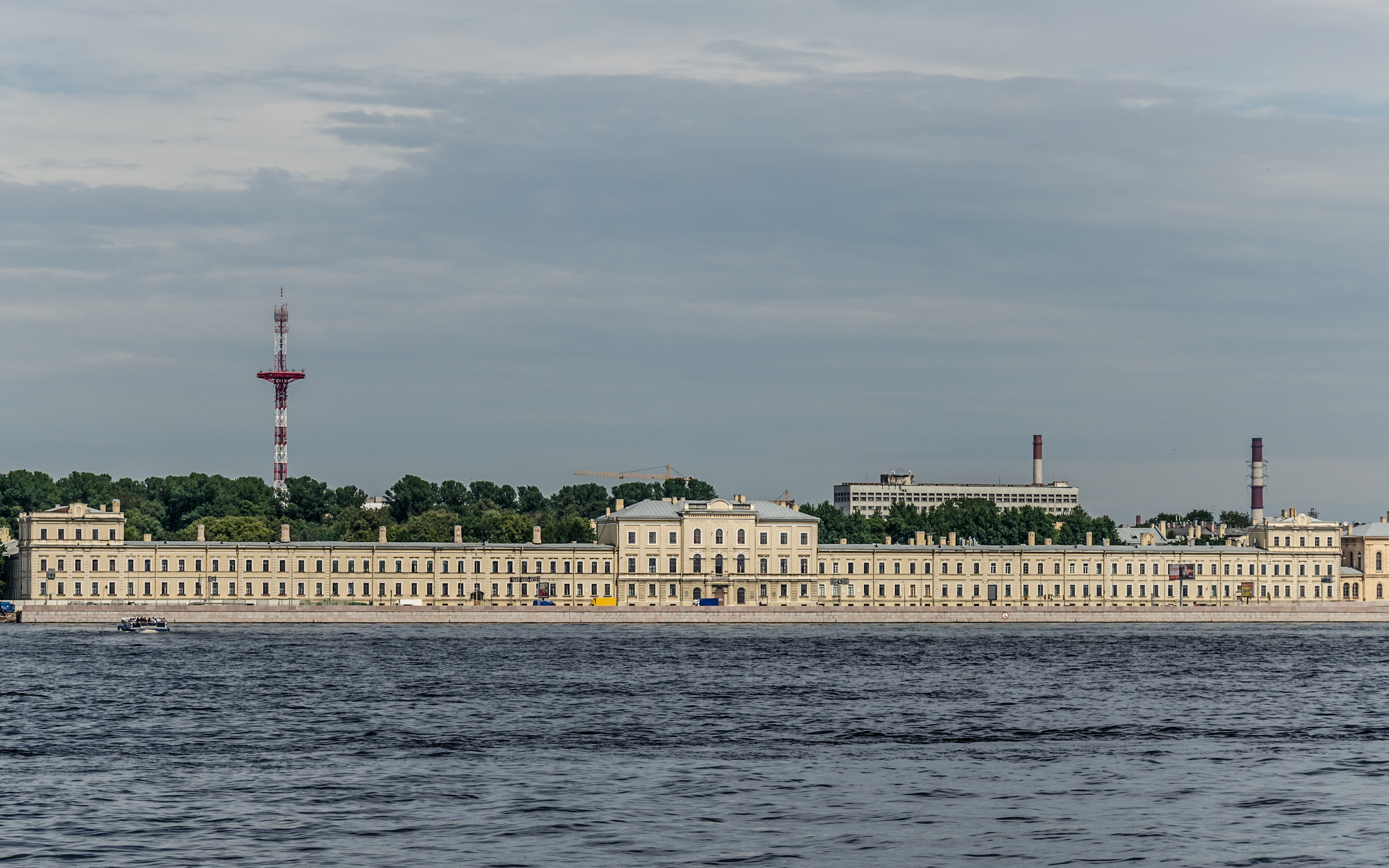
Sede principal de la Academia Militar de Medicina S.M. Kírov (2012).

La Academia Médico Militar S.M. Kírov (en ruso: Военно-медицинская академия им. С. М. Кирова') de San Petersburgo  es uno de los VUZ más antiguos de Rusia que debe su nombre actual a Serguéi Kírov. La fecha oficial de creación es el 18 de diciembre (29 de diciembre en el calendario gregoriano) de 1798 (según algunos informes 1714) cuando Pablo I firmó el edicto para construir los edificios para los paraninfos de la escuela médica, así como la residencia de estudiantes. El día de la firma del edicto (указ - ukaz) se considera el inicio de la Academia Médico-quirúrgica (y desde 1881, Médico-militar). En 1808, el emperador Alejandro I elevó la Academia al "Primera Institución Educativa del Imperio": obtuvo los derechos de Academia de Ciencias, por lo que se le permitía seleccionar a sus académicos y podían utilizar el nombre del emperador. Academia Médico-quirúrgica Imperial (en ruso: Императорская Медико-хирургическая академия, (ИМХА))
En la actualidad, se atribuye como fecha de creación en el primer tercio del siglo XVIII con el edicto de 1714 de Pedro I en San Petersburgo para organizar la ayuda médica "al servicio del pueblo", estableciendo el hospital del almirantazgo, y en 1717 en tierra firme, así como unos años después, el hospital del Almirantazgo en Kronstadt. Y esos hospitales, al igual que el creado en 1706 en Moscú, fueron creados durante la primera mitad del siglo XVIII se denominaron Hospital Escuela Médico-quirúrgico, que marcó el inicio de un sistema nacional de formación médico-militar. Estas escuelas en 1786 se unificaron en una sola Escuela Médica.

La Academia ocupa un edificio histórico en el centro de San Petersburgo, construido a finales del siglo XVIII según el diseño del arquitecto suizo Giovanni Antonio Porto en estilo clasicista y decorado con pintorescos paneles de Giuseppe Bernasconi. Se completó en 1809 bajo la dirección de A.N. Voronikhi.